# Lotosový porod
Lotosový porod představuje alternativní typ porodu, při kterém není pupeční šňůra po porodu dítěte přestřižena. Dítě tak zůstává spojené s placentou, dokud nedojde k samovolnému oddělení pupeční šňůry od pupku (přibližně po 3 až 10 dnech od porodu). Tato alternativa je možná u domácího porodu, kde se využívá nejčastěji, porodu v nemocnici, porodu do vody, a dokonce i u porodu císařským řezem.

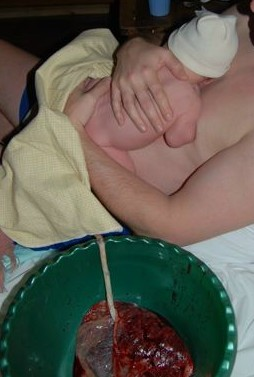
Placenta připojená pupeční šňůrou k dítěti

Lotosový porod je součástí tradic a rituálů na oslavu placenty jako důležité součásti těhotenství a porodu, stejně jako pohřbívání placenty nebo tzv. placentofágie (konzumace placenty). Ve většině západních zemí je však placenta považována za klinický odpad a nedostává se jí žádné pozornosti.
Možné důvody volby lotosového porodu:
- placenta má duchovní význam, jde o spojení mezi matkou a dítětem
- právo dítěte převzít kontrolu nad odloučením placenty, která je považována jako součást novorozence, ne matky

## Historie
V roce 1974 Clair Lotus Day zpochybnila řezání pupeční šňůry po porodu dítěte a v Kalifornii porodila syna právě formou lotosového porodu. Inspirovala se popisem chování šimpanzů ve volné přírodě, u kterých pokaždé nedochází k přerušení pupeční šňůry. Někteří primáti (šimpanzi, orangutani nebo gorily) zacházejí s pupečníkem a placentou po porodu individuálně. Praktiku lotosového porodu poté rozšiřovala Jeannine Parvati Baker v USA a Shivam Rachana v Austrálii. Australská porodní asistentka Shivam Rachana vydala roku 2000 knihu Lotosový porod bez přestřižení pupečníku, která se stala inspirací pro obhájce lotosového porodu.

## Lotosový porod v České republice
V České republice vznikl projekt Lotosový porod v ČR, který je spojen s činností meditačního centra Ordějov, kde jsou pořádány semináře a osobní konzultace zaměřené právě na téma lotosového porodu. Manažerka tohoto projektu Radha Rosecká Píšová se také stala v roce 2016 první ženou v České republice, které byl proveden lotosový porod císařským řezem, konkrétně v nemocnici Vyškov. Společně s manželem také přeložila do češtiny knihu autorky Shivam Rachany Lotosový porod bez přestřižení pupečníku, kmotrem této knihy se stal uznávaný francouzský porodník Dr. Michel Odent.
Lotosové porody probíhají v České republice především v domácím prostředí. Na webových stránkách mnoha českých nemocnic je přímo uvedeno, že z hygienických důvodů a pro zvýšené riziko vzniku infekce u novorozeného dítěte neposkytují lotosový porod.

## Průběh lotosového porodu
První dvě doby porodní probíhají jako u běžného porodu, tedy po odtoku plodové vody dochází k porodu samotného dítěte. Na rozdíl od standardního postupu však nedochází k zasvorkování a přestřižení pupeční šňůry. Při třetí době porodní (porodu placenty) tak zůstává dítě připojeno pupeční šňůrou k placentě.
Placenta je 2-3 hodiny (maximálně do 24 hodin) po porodu umyta, aby se odstranila krev a krevní sraženiny, osušena, nasolena z důvodu dezinfekce a dehydratace a také se k ní mohou přidat byliny, např. květy levandule pro svůj antibakteriální účinek a zmírnění zápachu. Poté je placenta zabalena do textilie, která absorbuje vlhkost. Solení se může opakovat v závislosti na vlhkosti placenty. Zabalená placenta může být například umístěna do vaku, misky, aby se usnadnilo její přenášení společně s dítětem. Vysušení pupeční šňůry pak vede společně s placentou k jejímu samovolnému oddělení od pupku dítěte.

## Zastánci lotosového porodu
Zastánci lotosového porodu se odkazují na pozitivní účinky opožděného přestřižení pupeční šňůry, tj. přestřižení až po ukončení pulzace pupečníku nebo nejméně jednu minutu po porodu dítěte. To umožní průtok pupečníkové krve zpět do krevního oběhu novorozence. Snižuje se tak případný deficit železa a anémie. Nicméně, pokud dochází k dřívějšímu přestřižení pupečníku, byla prokázána nižší míra výskytu žloutenky u novorozenců.
Další možné výhody lotosového porodu, které však nebyly výzkumně ověřeny, jsou podle jeho zastánců následující:
- snížení rizika sepse a tetanové infekce v důsledku přestřižení pupeční šňůry nesterilním nástrojem
- prostor pro okamžité a nepřerušované připoutání se novorozence k matce (bonding) po porodu může zajistit vytvoření bezpečné citové vazby (attachment) - dítě není omezováno svorkou s ustřiženým pupečníkem

## Kritika
The Royal College of Obstetricians and Gynecologists (RCOG) jako profesní organizace porodnictví a gynekologie ve Velké Británii v roce 2008 zveřejnila varování před možnými riziky spojenými s lotosovým porodem. Placenta nemá po jejím vypuzení z dělohy krevní oběh (pupečník přestane pulzovat) a stává se tak mrtvou tkání. Existuje riziko vzniku infekce v placentě a jejího rozšíření do těla dítěte. Lotosový porod může častěji vést k novorozenecké žloutence, která přetrvává déle, než je u novorozenců běžné, tj. déle než 14 dní po porodu. Neexistují také žádné lékařské důkazy, že lotosový porod je pro dítě prospěšný.